# Camponotus claripes
Camponotus claripes é uma espécie de inseto do gênero Camponotus, pertencente à família Formicidae.